# Orde van grootte
De orde van grootte OvG (Engels: order of magnitude) van een getal is een term die gebruikt wordt binnen de exacte wetenschappen (onder andere: natuurkunde, scheikunde, astronomie en geofysica) om de gehele exponent van een macht van 10 mee aan te duiden, waarbij die macht van 10 als (tamelijk grove) benadering van het getal geldt. Bij het afschatten van uitkomsten van berekeningen is het bepalen van de orde van grootte een belangrijk hulpmiddel om 'onzin-uitkomsten' vroegtijdig te kunnen elimineren.

## Definitie
Onder de orde van grootte van {\displaystyle {{10}^{N}}} verstaat men de exponent N: OvG({\displaystyle {{10}^{N}}}) = N.
Onder de orde van grootte van een reëel getal x verstaat men de exponent N van de macht {\displaystyle {{10}^{N}}} die ‘het dichtst bij’ x ligt. Zo is bijvoorbeeld OvG(2500) = 3 en OvG(6800) = 4. We kunnen ook stellen dat de orde van grootte van 2500 de orde van grootte van 1000 is: OvG(2500) = OvG(1000) = 3. Men zegt ook wel: "2500 heeft de orde van grootte van 1000".
Als OvG(x) = OvG(y) + 2, dan zegt men dat y ongeveer een factor 100 kleiner is dan x.
OvG(x) staat in nauwe relatie tot de wetenschappelijke notatie van x, dus de uitdrukking: {\displaystyle x=\pm s\cdot {{10}^{n}}}. Hierin is s de genormaliseerde significant van x (Engels: significand, vaak in relatie met computers ten onrechte de mantisse genoemd). Een veel toegepaste normalisatie van de wetenschappelijke notatie gebruikt significanten in het interval van 1,000… tot en met 9,999…. 
Afhankelijk van hetgeen men verstaat onder ‘het dichtst bij’ zijn verschillende aanscherpingen van de definitie mogelijk. Welke aanscherping men kiest is afhankelijk van hoe men de schaal van de getallen x ‘ziet’.

## Orde van grootte op een logaritmische schaal
Door het gebruik van machten van 10 ontstaat de meest gebruikelijke logaritmische indeling van de getallenas. Tot ongeveer 1975, dus voor de massale opkomst van digitale computers en elektronische rekenmachines, werd er gerekend met rekenliniaal en logaritmetabel. De meeste rekenlinialen bevatten een schaal met significanten (D) en een schaal (L) met mantissen. Ook de logaritmetabel, die vooral werd gebruikt als berekeningen met meer significante cijfers moesten worden uitgevoerd, was een tabel met significanten en bijbehorende mantissen. De exponent n werd toen de wijzer van x genoemd.
Belangrijk is zich te realiseren dat daarbij ook de significanten langs een logaritmische as worden voorgesteld. Het product van twee getallen wordt dan bepaald via de som van de logaritmen, het quotiënt via het verschil, enzovoorts.
Als de significanten op een logaritmische schaal worden voorgesteld, ligt de wortel uit 10 (ongeveer 3,162) halverwege het interval van de genormaliseerde significanten. Op een logaritmische schaal hebben dus alle getallen x in het open interval {\displaystyle \left({\frac {{10}^{n}}{\sqrt {10}}},{\sqrt {10}}\cdot {{10}^{n}}\right)} dezelfde exponent van de macht {\displaystyle {{10}^{n}}} als orde van grootte: N = OvG(x) = OvG({\displaystyle {{10}^{n}}}) = n. Aangezien de wortel uit 10 ongeveer 3,162 is, hebben bijvoorbeeld alle getallen van 316,2 tot 3162 dezelfde orde van grootte 3, namelijk OvG(1000).
Maar niet alle getallen {\displaystyle x=\pm s\cdot {{10}^{n}}} hebben n als orde van grootte. Dat kan men zien als men de logaritme van een positieve x bepaalt: {\displaystyle \log x=\log s+n=m+n} . De mantisse m van x is de logaritme van de significant: {\displaystyle m=\log s} . Alleen de getallen met een mantisse kleiner dan ½ hebben n als orde van grootte, dus N = n. De orde van grootte van getallen met een mantisse groter dan ½ is N = n + 1. Men ziet dat terug in het bovenstaande voorbeeld met de getallen 2500 en 6800.
Dat betekent dat men de orde van grootte van x heel gemakkelijk kan vinden: OvG(x) = {\displaystyle N=\left[\log x\right]}. Bijvoorbeeld log 2500 ≈ 3,362, afgerond 3. De orde van grootte van 2500 is dus 3. Maar log 6800 ≈ 3,833, afgerond 4. De orde van grootte van 6800 is dus 4.
Bijzondere aandacht vraagt de situatie waarbij de logaritme 0,5 als fractiedeel heeft. De notatie [..] duidt op de nearest integer function (nint) waarbij, om een systematische statistische fout te voorkomen, steeds wordt afgerond op even. Daarbij wordt bijvoorbeeld 2,5 afgerond op 2 en 3,5 op 4. Voor negatieve getallen geldt hetzelfde: −2,5 wordt afgerond op −2 en −3,5 op −4.

## Orde van grootte op een lineair-logaritmische schaal
Met de komst van drijvende komma getallen in digitale computers is iets merkwaardigs ontstaan. Enerzijds is er sprake van een logaritmische indeling van getallen in decaden volgens machten van 10, maar anderzijds worden de significanten (daarbij vaak ten onrechte mantissen genoemd) opgevat als getallen op een lineaire schaal.  De getallenas is in die voorstelling een opeenvolging van lineaire decaden, er is dus sprake van een lineair-logaritmische schaal. Een vermenigvuldiging bijvoorbeeld wordt daadwerkelijk als vermenigvuldiging uitgevoerd; een optelling van logaritmen is daarbij niet aan de orde.
Dat betekent dat alle getallen in het halfopen interval {\displaystyle \left[0{,}5\cdot {{10}^{n}},5\cdot {{10}^{n}}\right)} N = n als orde van grootte hebben. Getallen met een significant groter dan of gelijk aan 5 hebben echter N = n + 1 als orde van grootte. Zo hebben bijvoorbeeld alle getallen tussen 500 en 5000 3 als orde van grootte. Een getal zoals 612 in dit interval is in wetenschappelijke notatie 6,12·{\displaystyle {{10}^{2}}}, met exponent 2. maar de orde van grootte 3 vindt men door 612 te schrijven als 0,612·{\displaystyle {{10}^{3}}}.
Zoals hierboven bleek is op een gewone logaritmische schaal OvG(x) de op een geheel getal afgeronde logaritme van x. Bij significanten op een lineair-logaritmische schaal is dat niet het geval, omdat de decade met getallen met dezelfde orde van grootte lineair van karakter is en niet logaritmisch.

## Orde van grootte in de praktijk
Hoewel de orde van grootte een exponent N van een macht van 10 is, gebruikt men het begrip vaak in een er nauw mee verwante betekenis.
Zie nogmaals het voorbeeld x = 6800. Daarvoor geldt: OvG(6800) = OvG(104) = 4. Correct is te zeggen: “De orde van grootte van 6800 is de orde van grootte van 104 ”. Dat wordt in de praktijk al gauw: “De orde van grootte van 6800 is 104 ” of “6800 heeft de orde van grootte van 104 “. Men drukt daardoor de orde van grootte uit in de macht van 10, in plaats van in de exponent van die macht. Die, feitelijk niet correcte, uitspraken liggen ook voor de hand omdat men in de praktijk meer geïnteresseerd is in de macht van 10, die de beste benadering van x vormt, dan in de exponent van die macht. Een uitspraak als “106 is twee ordes van grootte groter dan 104 “ is dan echter weer minder begrijpelijk. Ook dat orde van grootte van x iets te maken heeft met de logaritme van x, verdwijnt daardoor wellicht uit beeld.

## Voorbeelden
- Een kist met 1000 appels is één orde van grootte meer dan een kist met 100 appels. Ofwel; de kist met 1000 appels scheelt een factor tien met de kist met 100 appels.
- De orde van grootte van de leeftijd van het heelal is 10 miljard jaar (1010).
- De tijd dat het duurt voordat een zwarte dwerg ontstaat wordt geschat op minimaal 1015 jaar, dat is dus vijf ordes van grootte meer. Er zijn op dit moment dus nog geen zwarte dwergen.
- Veel cellen in het menselijk lichaam hebben een diameter in de orde van grootte van 10 micrometer.

## Toepassingen
De orde van grootte is in essentie gekoppeld aan een logaritmische schaal: een bijtelling van één eenheid in de orde van grootte duidt op een vergrotingsfactor van het bestudeerde verschijnsel met een factor 10. Deze aanduiding wordt breed toegepast bij verschijnselen die op een intervalschaal of ratioschaal weer te geven zijn en waarbij de gemeten waarden een groot meetbereik kunnen beslaan.
Op eenzelfde principe berust ook het gebruik van SI-voorvoegsels. De officiële voorvoegsels, zoals milli, micro of nano en kilo, mega of giga, hebben ordes van grootte die een veelvoud van 3 zijn. De voorvoegsels centi, deci, deca, en hecto hebben ordes van grootte −2, −1, 1 en 2.
Verder worden geluidsniveau, signaal-ruisverhouding en vele andere grootheden uitgedrukt in decibel. De decibel is tien maal de logaritme van een verhouding, waarbij een vertienvoudiging van de verhouding een toename van tien eenheden op de schaal van het dB-meetinstrument geeft. De orde van grootte is dus een tiende van de meetwaarde die men afleest van de decibelmeter.
De  wet van Weber is de formalisering van een ervaringsregel uit de psychofysica die aangeeft dat bij veel menselijke gewaarwordingen een vermenigvuldiging van de grootte van een fysieke prikkel (bijvoorbeeld de geluidsdruk) leidt tot een bijtelling in de gewaarwording (bijvoorbeeld het geluidsniveau). Deze ervaringsregel is een van de achterliggende redenen waarom maatstaven voor zintuiglijke indrukken vaak een logaritmisch karakter hebben.
De wet van Weber wordt overigens bekritiseerd, omdat hij veelal slechts voor een beperkt intensiteitsbereik geldig zou zijn.